# Тимирязевская улица (Москва)

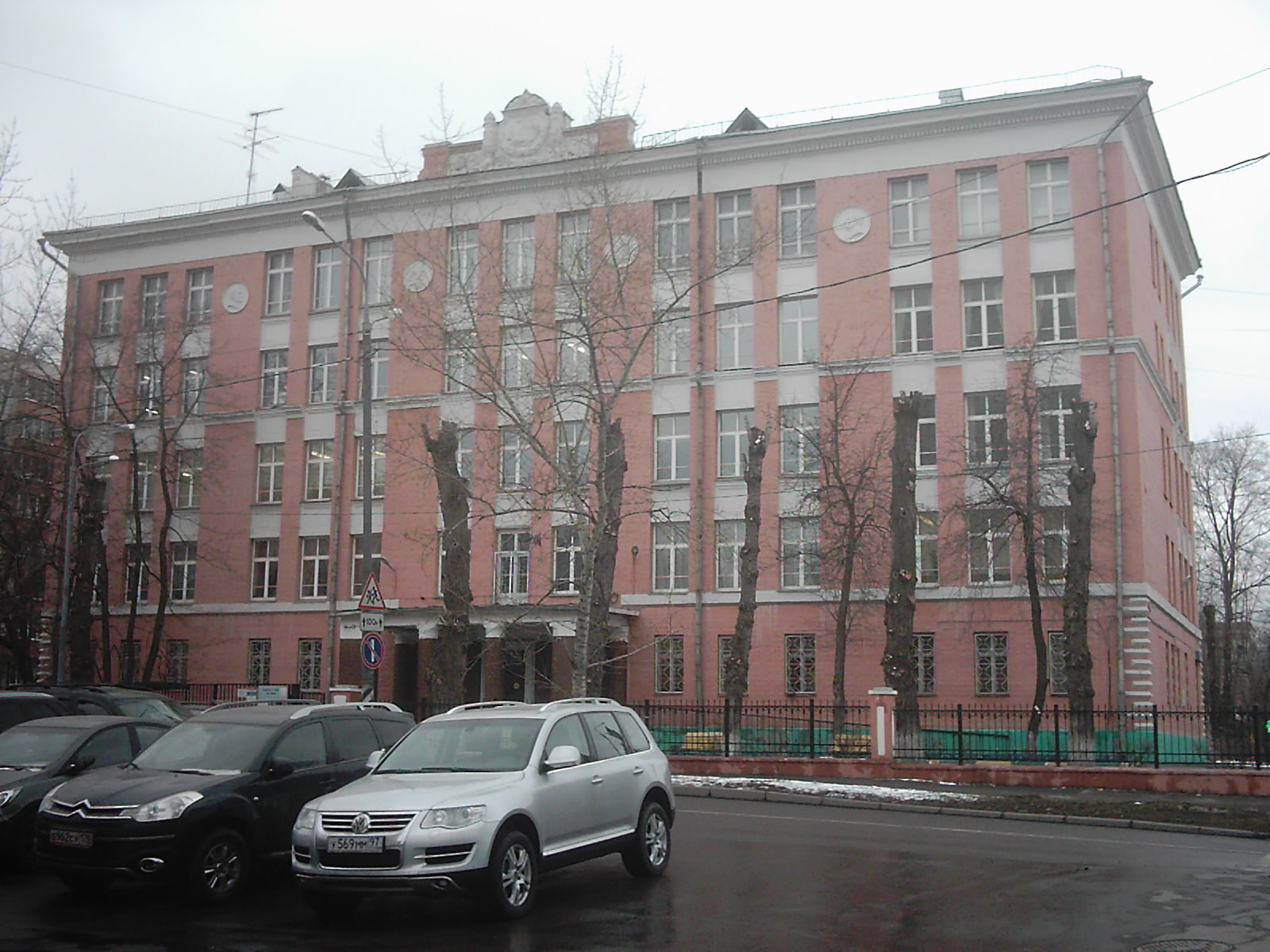
Дом 21 — школа-интернат

Тимиря́зевская у́лица — улица в Тимирязевском районе Северного административного округа города Москвы. Проходит между железнодорожной линией Рижского направления и улицей Прянишникова. Продолжением улицы в южном направлении служит Башиловская улица. Пересекает Дмитровский проезд.
Слева примыкают: проезды Соломенной Сторожки и Астрадамский, улицы Вучетича и Пасечная.
Справа примыкают: улицы Всеволода Вишневского и Ивановская, Красностуденческий проезд, Верхняя и Лиственничная аллеи.

## Происхождение названия
Названа 23 января 1964 года в память Климента Аркадьевича Тимирязева. Ранее называлась Новое шоссе и Новое Петровско-Разумовское шоссе, названное так в отличие от Старого шоссе (ныне — Улица Вучетича).
Улица возникла в 1760-е гг. под именем Ивановской дороги. Дорога была строго ориентирована на колокольню Ивана Великого в Кремле. Начиналась от современной Петровско-Тимирязевской площади и доходила до современного перекрёстка с Красностуденческим проездом и ул. Вучетича. Далее через Старое шоссе (ныне ул. Вучетича) можно было проехать в Москву. В 1860-е годы, когда в пригородной усадьбе Петровско-Разумовское создавалась Петровская лесная и земледельческая академия (ныне — Российский государственный аграрный университет — МСХА им. К. А. Тимирязева), её продлили до Башиловской улицы. Старый участок дороги получил название Академической улицы, участок от Башиловской улицы до современного перекрёстка с Красностуденческим проездом и улицей Вучетича назвали Новым Петровско-Разумовским шоссе, в просторечии Новым шоссе. В 1894 году на Академической улице высадили дубы, и улица именовалась Дубовой, однако на многих городских картах и планах её именовали и Новым шоссе, и Академической улицей, и даже Ивановским шоссе. В 1932 году Дубовую переименовали в память об учёном К. Тимирязеве в Тимирязевскую улицу. И только в 1964 году ей было присвоено общее название Тимирязевская улица. Память о старом наименовании Дубовой улицы сохранилась в посадках дубов, и в том, что с введением в Москве нумерации в 1908 году, все учебные корпуса МСХА имени К. А. Тимирязева, расположенные по улице и ныне именуют по старым номерам: дом № 45 — 6-м корпусом, № 47 — 8-м корпусом, № 49 — 10-м корпусом (по архивным материалам музея истории МСХА). Также недалеко от улицы находится небольшой парк «Дубки».
По другим источникам часть Нового шоссе, проходящего вдоль зданий Сельскохозяйственной академии имени К. А. Тимирязева назвали Тимирязевской улицей ещё в 1932 году.

## История

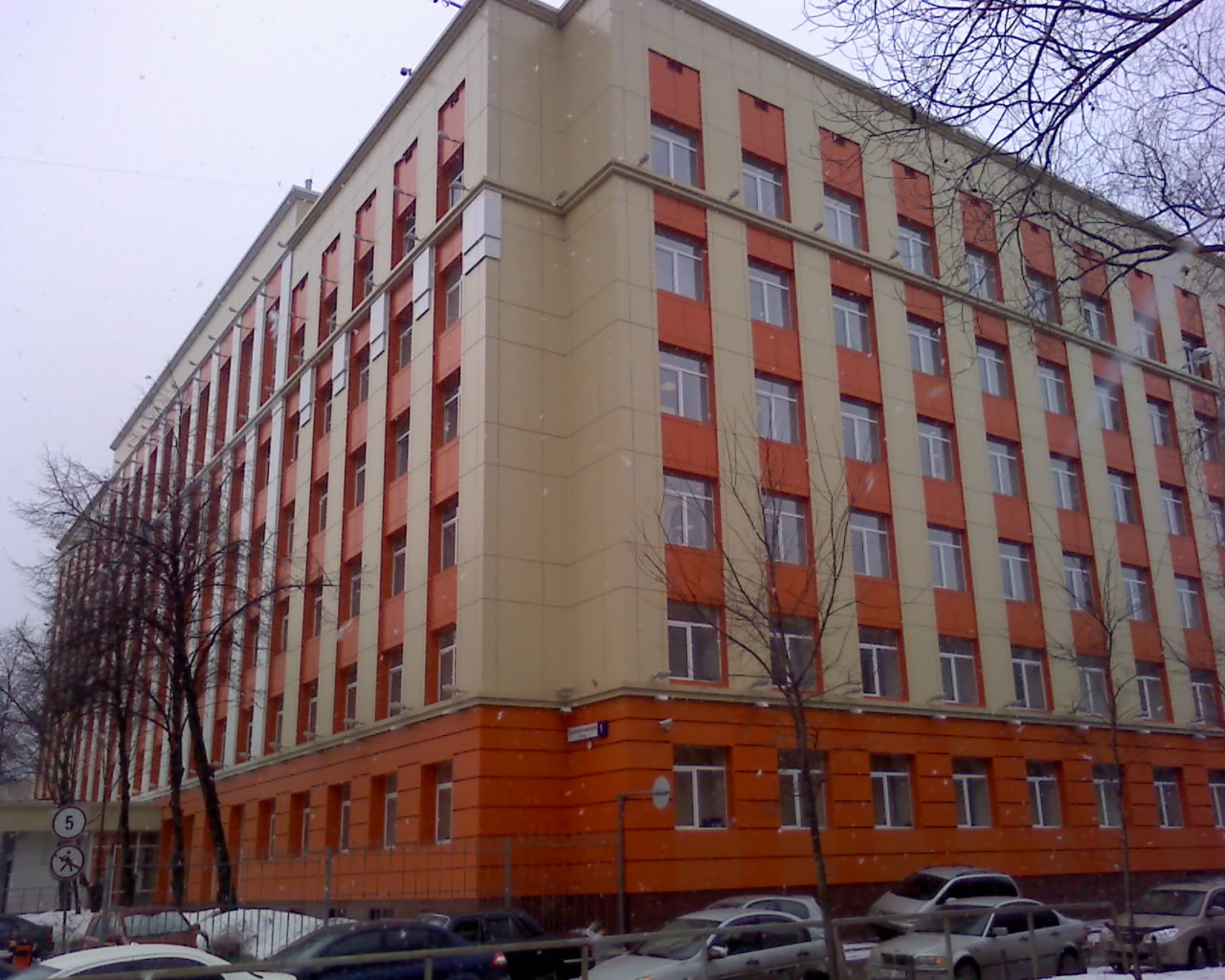
Дом № 1 строение 1 — офисное здание, полностью облицованное пластиком. Пересечение с Дмитровским проездом, начало Башиловской улицы

В 1863—1865 годах построено главное здание академии. Первоначально улица представляла собой загородное шоссе. В 1880-е годы по обеим сторонам его возникают дачи. В 1874 году вдоль шоссе проложена железнодорожная линия, по которой ходил небольшой паровоз с несколькими вагонами. В 1917 году шоссе на всём своём протяжении вошло в черту Москвы. В 1922 году паровая линия заменена на трамвайную. Многоэтажное строительство на улице началось в середине 1950-х годов. В середине улицы с западной стороны к ней примыкает Парк Сельскохозяйственной академии имени К. А. Тимирязева, а с восточной — опытные посадки, в том числе тепличные.

## Примечательные здания и сооружения

### По нечётной стороне
- № 1, Бизнес-центр «Премьер» — стр. 1, Бизнес-центр «Паритет» — строение 2, Бизнес-центр «Ореол» — строение 3, строение 4 — ООО «Интэко».
- № 17 — Театр «Золотое Кольцо» (бывший кинотеатр «Эстафета») (1965)
- № 27 — Префектура Северного административного округа (бывший Тимирязевский райком КПСС)
- № 33, стр. 4 — Дом-мастерская скульптора Е. В. Вучетича (1957)
- № 33, стр. 6-16, 16а, 18, 19 — Посёлок научных работников «Соломенная сторожка» (1927—1928, архитектор К. К. Гиппиус)
- № 49,  памятник архитектуры (федеральный) — главный дом усадьбы Петровско-Разумовское (1863, архитекторы П. С. Кампиони, Н. Л. Бенуа); ныне — главное здание Сельскохозяйственной академии имени К. А. Тимирязева.
- № 55 — Почвенно-агрономический музей имени В. Р. Вильямса

### По чётной стороне
- № 26-28 — Ансамбль общежитий Тимирязевской сельскохозяйственной академии — «Корпуса Гиппиуса» (1926—1928, архитектор К. К. Гиппиус)
- № 28 — Гермес. Дом культуры.
- № 42 — ВНИИ сельскохозяйственной биотехнологии (ВНИИСБ)
- № 44 — Научно-художественный музей коневодства
- № 48,  памятник архитектуры (федеральный) — Музей животноводства имени Е. Ф. Лискуна — Молочная ферма (конный двор) усадьбы Петровско-Разумовское (конец XVIII в., архитектор А.Ф. Кокоринов, 1865)
- № 50 — Аудитория Химического корпуса (1903, архитектор Г. А. Кайзер)
- № 58 — Корпус студенческих общежитий Петровской академии (1886, архитектор С. И. Тихомиров)[6]

## Памятники
- у дома №27 — «Победа в Великой Отечественной войне» (2005, скульптор Н. Н. Вяткин, архитектор А. Н. Миронов)[7].
- у дома № 33 — Е. В. Вучетичу (1961, скульптор З. И. Азгур, архитектор Е. Н. Стамо)[8].
- у дома № 47 — К. А. Тимирязеву (1924, скульптор М. М. Страховская, архитектор С. Е. Чернышёв)[9].
- у дома № 49 — В. Р. Вильямсу (1947, скульптор С. О. Махтин, архитектор И. А. Француз)[10].
- у дома № 58 — М. К. Турскому (1912, скульптор П. В. Дзюбанов)[11].

## Транспорт
Метро
В 500 м от начала улицы —  Дмитровская. В 1,12 км от середины улицы —  Тимирязевская. В 1,82 км от конца улицы —  Петровско-Разумовская.
Железнодорожный транспорт
В 400 м от начала улицы —  Дмитровская. В 1,45 км от середины улицы —  Тимирязевская. В 1,81 км —  Петровско-Разумовская.
По улице проходят маршруты общественного транспорта (данные на 29 июня 2025 года):
Автобусы
| 72:                                                 | Водный стадион • Коптево • Савёловская                                         |
| Ошибка: маршрут А 82 не описан в модуле НОТ Москвы. |                                                                                |
| 319:                                                | Динамо • Тимирязевская                                                         |
| 427:                                                | Гражданская • Савёловская • Дмитровская • Коптево • Лихоборы                   |
| 466:                                                | Бескудниково • Верхние Лихоборы • Петровско-Разумовская • Савёловская          |
| 801:                                                | Районный центр «Нева» • Беломорская • Коптево • Центр медицинской реабилитации |

«→» — остановки проходятся только при движении в прямом направлении; «←» — остановки проходятся только при движении в обратном направлении.
Трамваи
| 27: | Дмитровская • Войковская |
| 29: | Дмитровская • Михалково  |

«→» — остановки проходятся только при движении в прямом направлении; «←» — остановки проходятся только при движении в обратном направлении.